# سيف أباد خالصة
سيف‌ أباد خالصة هي قرية في مقاطعة ساوجبلاغ، إيران. عدد سكان هذه القرية هو 5,249 في سنة 2006.